# Jorge Segura
Jorge Andrés Segura Portocarrero (Zarzal, 18 gennaio 1997) è un calciatore colombiano, difensore della Lokomotiv Plovdiv.

## Caratteristiche tecniche
È un difensore centrale.

## Carriera

### Club
Cresciuto nel settore giovanile dell'Envigado, ha esordito in prima squadra il 18 marzo 2015 in occasione del match di Copa Colombia pareggiato 1-1 contro l'Itagui Leones.

### Nazionale
Con la nazionale Under-20 colombiana ha preso parte al campionato sudamericano 2017.